# Onidere
Onidere (オニデレ?) es un manga shōnen realizado por Crystal na Yōsuke. El manga comenzó a publicarse en Shōnen Sunday de la editorial Shōgakukan, iniciando en la edición #18 del 2008. El nombre de este manga viene de la fusión de las palabras Oni y deredere (ser tímida/estar avergonzada), así que en cierto modo, puede ser traducido como Demonio Tímido.

## Argumento
Tadashi está en segundo año de secundaria y es miembro del club de la artesanía, ama tejer. Por desgracia, él está en una relación secreta con Saya, la líder de una conocida banda de chicas, quien dice que deberán suicidarse si alguien llega a averiguar algo al respecto.
A medida que la trama avanza el poder de la relación no tan sutilmente cambia de Saya a Tadashi, en varios casos debilitándose la capacidad de actuar de Saya, generalmente teniendo un sangrado por la nariz y desmayándose ante la idea de recibir el afecto de Tadashi.